# Харрис, Томас Лангрелл
Томас Лэнгрелл Харрис (29 октября 1816 — 24 ноября 1858) — американский политический деятель и юрист, военнослужащий армии Соединённых Штатов и конгрессмен от штата Иллинойс в середине XIX века.

## Биография
Томас Лэнгрелл Харрис родился в Норуиче (штат Коннектикут). Получил образование в Вашингтонском (ныне Тринити) колледже, где изучал право. В 1842 году был принят в коллегию адвокатов в 1842 году и начал практиковать в Петерсбурге (штат Иллинойс). В 1845 году он стал школьным инспектором в округе Менард.
Во время американо–мексиканской войны во главе собранной роты присоединился к Четвертому полку добровольческой пехоты Иллинойса. Впоследствии Харрис получил звание майора. Отличился в битве при Серро-Гордо, за что был награжден мечом от штата Иллинойс за храбрость.
Харрис был избран от Демократической партии в 31-й Конгресс, в котором сменил будущего президента Авраама Линкольна. Харрис был избран в 34-й и 35-й Конгресс, членом которого был до своей смерти.
Скончался 24 ноября 1858 года в Спрингфилде в возрасте 42 лет и был похоронен на кладбище Роуз-Хилл в Петерсбурге.